# Baldim
Baldim is een gemeente in de Braziliaanse deelstaat Minas Gerais. De gemeente telt 8.582 inwoners (schatting 2009).

## Aangrenzende gemeenten
De gemeente grenst aan Funilândia, Jaboticatubas, Jequitibá, Matozinhos, Santana de Pirapama en Santana do Riacho.